# Oud-Turnhout
Oud-Turnhout (nederländskt uttal: [ˌʌut ˈtɵrnɦʌut]), på franska Vieux-Turnhout ("oud"/"vieux" betyder "gammal"), är en kommun i provinsen Antwerpen i regionen Flandern i Belgien. Kommunen har cirka 13 977 invånare (2020).